# Charybdis
Charybdis De Haan, 1833 è un genere di granchi appartenenti alla famiglia Portunidae.

## Distribuzione e habitat
Sono diffusi in tutti gli oceani; molte specie sono tipiche di acque profonde, spingendosi anche oltre i 400 m di profondità; ci sono tuttavia eccezioni, come Charybdis longicollis, che di solito si mantiene nei primi 40.
C. feriata, come specie aliena (non autoctona), è stato rinvenuto recentemente nel Mediterraneo e, per quanto riguarda le acque italiane, nel Mar Ligure.

## Tassonomia
Sottogenere Charybdis De Haan, 1833 [in De Haan, 1833-1850]
- Charybdis acuta (A. Milne-Edwards, 1869)
- Charybdis acutidens Türkay, 1986
- Charybdis affinis Dana, 1852
- Charybdis amboinensis Leene, 1938
- Charybdis anisodon (De Haan, 1850 [in De Haan, 1833-1850])
- Charybdis annulata (Fabricius, 1798)
- Charybdis beauforti Leene & Buitendijk, 1949
- Charybdis brevispinosa Leene, 1937
- Charybdis callianassa (Herbst, 1789)
- Charybdis cookei Rathbun in Edmondson, 1923
- Charybdis crosnieri Spiridonov & Türkay, 2001
- Charybdis curtilobus Stephenson & Rees, 1967
- Charybdis demani Leene, 1937
- Charybdis feriata (Linnaeus, 1758), il granchio crocifisso
- Charybdis goaensis Padate, Rivonker, Anil, Sawant & Krishnamurthy, 2010
- Charybdis gordonae Shen, 1934
- Charybdis granulata (De Haan, 1833 [in De Haan, 1833-1850])
- Charybdis hellerii (A. Milne-Edwards, 1867)
- Charybdis heterodon Nobili, 1906
- Charybdis holosericus (J.C. Fabricius, 1787)
- Charybdis ihlei Leene & Buitendijk, 1949
- Charybdis incisa Rathbun, 1923
- Charybdis japonica (A. Milne-Edwards, 1861)
- Charybdis jaubertensis Rathbun, 1924
- Charybdis javaensis Zarenkov, 1970
- Charybdis lucifera (Fabricius, 1798)
- Charybdis meteor Spiridonov & Türkay, 2001
- Charybdis miles (De Haan, 1835 [in De Haan, 1833-1850])
- Charybdis multicostata Yang, Chen & Dai, 2011
- Charybdis natator (Herbst, 1794)
- Charybdis orientalis Dana, 1852
- Charybdis padadiana Ward, 1941
- Charybdis philippinensis Ward, 1941
- Charybdis rathbuni Leene, 1938
- Charybdis riversandersoni Alcock, 1899
- Charybdis rosea (Hombron & Jacquinot, 1846 [in Hombron & Jacquinot, 1842-1854])
- Charybdis rostrata (A. Milne-Edwards, 1861)
- Charybdis rufodactylus Stephenson & Rees, 1968
- Charybdis sagamiensis Parisi, 1916
- Charybdis salehensis Leene, 1938
- Charybdis seychellensis Crosnier, 1984
- Charybdis spinifera (Miers, 1884)
- Charybdis variegata (Fabricius, 1798)
- Charybdis yaldwyni Rees & Stephenson, 1966

Sottogenere Goniohellenus Alcock, 1899
- Charybdis curtidentata Stephenson, 1967
- Charybdis hongkongensis Shen, 1934
- Charybdis hoplites (Wood-Mason, 1877)
- Charybdis longicollis Leene, 1938
- Charybdis omanensis Leene, 1938
- Charybdis ornata (A. Milne-Edwards, 1861)
- Charybdis padangensis Leene & Buitendijk, 1952
- Charybdis pusilla Alcock, 1899
- Charybdis smithii MacLeay, 1838
- Charybdis truncata (Fabricius, 1798)
- Charybdis vadorum Alcock, 1899

Sottogenere Gonioneptunus Ortmann, 1893
- Charybdis africana Shen, 1935
- Charybdis bimaculata (Miers, 1886)
- Charybdis orlik Zarenkov, 1970
- Charybdis quadrimaculata Yang, Chen & Dai, 2011